# あした吹く風
『あした吹く風』（あしたふくかぜ）はTBS系列「花王 愛の劇場」枠で1997年4月14日から5月30日に放送された日本の昼のテレビドラマである。放送時間は毎週月曜日から金曜日の13:00-13:30（JST）。全35回。原作はぬまじりよしみの漫画『バツッ!!待機妻』（双葉社刊）。

## あらすじ
初音は信用金庫に勤める恭介と結婚して1年。2人は恭介の友人・亀田が働く結婚式場・白蓉苑へ食事に出かける。翌日、いつものように出勤した恭介が帰宅しないので、初音が会社に連絡すると、恭介は2日も無断欠勤しているといい、給料の出ない休職扱いになる。夫が蒸発し、初音は仕方なく白蓉苑へ働きに出ることに。

## キャスト
- 三枝初音 - 中山忍
- 白川北斗 - 田中実
- 白川すばる - 筒井真理子
- 亀田忠夫 - 高橋克実
- 三枝貞子 - 石井トミコ
- 三枝恭介 - 西村和彦
- 桜井章
- 矢代朝子
- 六角精児
- 松本友里
- 織本順吉
- 岡田秀樹
- 青山知可子

## スタッフ
- 脚本 - 清本由紀、鈴木貴子
- 演出 - 国本雅広、阿部雄一、池添博
- プロデューサー - 志村彰、成合由香
- 製作 - MMJ、TBS

## 主題歌
- 「ヴィーナス」

作詞：松原英江・Ami/作曲：松田良/編曲：山口一久/歌：中村あゆみ